# Fuat Erkol
Fuat Erkol, né le 11 octobre 1971 à Elazığ (Turquie), est un scénariste de bande dessinée belgo-turc.

## Biographie
Fuat Erkol naît le 11 octobre 1971 à Elazığ. Il arrive en Belgique à l’âge de cinq ans. Il découvre rapidement la bande dessinée avec Les Aventures de Tintin, Bob et Bobette ou Chevalier Ardent de François Craenhals. Dès l’âge de 15 ans, il sait ce qu’il fera dans la vie : raconter des histoires en BD. Encore adolescent, il rencontre le liégeois Mohamed El Bairi qui se fera connaître plus tard sous la simple signature de Bairi. Ils mèneront ensemble divers projets sans qu'aucun n'aboutisse chez un éditeur. Après des études de cinéma, le désir de vouloir faire de la bande dessinée est persistant. Les projets avec Christian Simon, rencontré lors des études à l’Université de Liège, se multiplient et se voient jalonnées de refus et d’encouragements éditoriaux pendant des années. En 2004, les Éditions Albin Michel publient leur premier album La Marque du démon dessiné par Franco Pilotta. 
Ensuite vient le diptyque Lenny Valentino, un polar dessiné par Guillaume Poux publié dans la collection « Grand Angle » aux éditions Bamboo. Ils poursuivent leur collaboration avec la publication du premier volet d’un diptyque, Awrah en 2009. Cette réalisation est un genre de conte oriental illustré par Ana Luiza Koehler et dont la mise en couleur est réalisée par Raives et publié aux éditions Daniel Maghen. Il a recours à la plateforme de financement participatif Ulule pour Le Dernier Printemps dessiné par Fabrizio Cosentino en 2020. C'est l'histoire d'Aeka, une héroïne japonaise de quinze ans qui sauve la vie de Saito, un paysan qui quitte sa ferme natale en quête d’aventures (Kamiti, 2 tomes).
En juin 2025, il fait son entrée dans Spirou, où il écrit le scénario de la série jeunesse Pym et la forêt éternelle pour la dessinatrice Clémentine Bouvier. La première histoire intitulée La Nuit des hurleurs connaît une prépublication sous forme de récit à suivre et sortira en album en janvier 2026 aux éditions Dupuis, comme indiqué dans les hauts de page de l'hebdomadaire.
Ses goûts vont du thriller à la science-fiction, en passant par le merveilleux.

### Autres activités
Il s'adonne au théâtre en comédien amateur.

### Vie privée
Il vit à Liège en 2006.

## Publications

### Publications en revues et journaux

#### DansSpirou
- Pym et la forêt éternelle[8] : La Nuit des hurleurs (Scénario : Fuat Erkol - Dessin et couleur : Clémentine Bouvier), Spirou du no 4550 du 25 juin 2025 à ?

## Prix et récompenses
- 2019 :  prix Bulles de cristal[19],[10] catégorie 11-14 ans pour Aeka t. 1 Hiver rouge, partagé  avec Christian Simon et Fabrizio Cosentino.

#### Livres
: document utilisé comme source pour la rédaction de cet article.
- Jacques Fiérain, « Erkol, Fuat », dans La BD dans la province du Hainaut, Charleroi, Éd. l'Âge d'or, septembre 2006, 96 p., ill. ; 31 cm (ISBN 9782960046458 et 2960046455, OCLC 469651838, présentation en ligne), p. 54. .
- Philippe Mellot, Michel Denni, Laurent Turpin et Isabelle Morzadec, Trésors de la bande dessinée : BDM 2025-2026 - Catalogue encyclopédique et Argus, Paris, Les Arènes, novembre 2024, 24e éd., 1839 p., ill. ; 23 cm (ISBN 979-10-37512-61-1, OCLC 1478218824, présentation en ligne), p. 25, 120, 474, 825, 897, 955. .

### Interviews
- Fuat Erkol, Christian Simon et Guillaume Poux (interviewés par Yannick Chazareng), « Rencontres BD : Fuat Erkol, Christian Simon et Guillaume Poux », Avoir à lire,‎ 26 octobre 2006 (lire en ligne, consulté le 13 juillet 2025).
- Fuat Erkol et Christian Simon (interviewés par Alexis Seny), « Aeka, une héroïne japonaise sur qui la BD franco-belge doit compter: « Donner envie au lecteur de trembler pour elle » », Branchés Culture,‎ 15 mai 2020 (lire en ligne, consulté le 13 juillet 2025).
- Fuat Erkol et Clémentine Bouvier (interviewés par Damien Perez), « Pym et la forêt éternelle : Les ingrédients secrets d'une série magique ! », Spirou, Dupuis, no 4550,‎ 25 juin 2025, p. 76 (ISSN 0771-8071).